# Còmic de l'oest

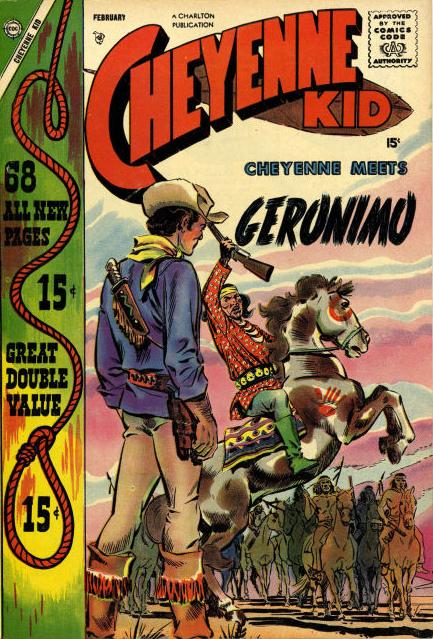
Còmic de L'oest

El còmic de l'oest està ambientat en la seva majoria a la conquesta de l'Oest dels Estats Units, per part dels pioners nord-americans del segle XIX. És l'expressió gràfica del western. D'altres estils, s'ambienten o s'interessen per Mèxic i l'empremta de la colonització hispànica d'aquelles terres, pel Canadà i la colonització francesa, o pels amerindis dels Estats Units, també coneguts popularment com a indis.
El gènere de l'Oest o també anomenat western, es va difondre en els seus inicis a través de la premsa i la narrativa popular. Aquest gènere té els seus orígens als Estats Units d'Amèrica, però a Europa al segle XIX, hi va haver grans escriptors que es varen interessar pel Far West. Amb l'aparició del cinema es va popularitzar i també va influir en el còmic.
Del còmic de l'oest, a Espanya es varen publicar còmics emblemàtics del gènere, com la revista El Coyote (1947) editada per Ediciones Clíper, en aquesta revista el personatge principal era El Coyote, però també incloïa altres personatges de la novel·la popular.
Tant El Coyote, com d'altres personatges que es varen publicar posteriorment estaven inspirats en el personatge de El Zorro. Així el 1950 aparegué El Jinete Fantasma que era un heroi californià, publicat per l'Editorial Grafidea el 1950 amb dibuix d'Ambrós i el guió de Federico Amorós. Un altre personatge amb unes característiques similars va ser Sebastián Vargas amb el dibuix de Serchio, pseudònim d'Alfons Sanchis Castelló, aquesta col·lecció la va editar l'editorial del País Valencià, Maga el 1954, els tres primers quaderns de la col·lecció, portaven per títol El Renegado, però pel que sembla la censura va obligar a canviar el títol.